# Harry Dickason
Harold „Harry“ Dickason (* 16. April 1890 in Hebden; † 21. Januar 1962 in Birmingham) war ein britischer Turner.

## Erfolge
Harry Dickason nahm 1912 an den Olympischen Spielen in Stockholm teil und gehörte bei diesen zur britischen Turnriege im Mannschaftsmehrkampf. Dabei traten insgesamt fünf Mannschaften an, die aus 16 bis 40 Turnern bestanden und während des einstündigen Wettkampfs gleichzeitig antreten mussten. Bewertet wurden neben der Ausführung der Übungen an den Geräten auch das Verlassen und der Wechsel der Geräte sowie der Einmarsch zu Beginn. Am Ende wurden anhand eines Durchschnittswerts der einzelnen Nationen die Abschlussplatzierungen ermittelt. Neben den Briten traten auch Turnriegen aus Italien, Ungarn, dem Deutschen Reich und Luxemburg an. Mit 53,15 Punkten setzten sich die Italiener gegen ihre Konkurrenten durch. Die Ungarn erzielten indes 45,45 Punkte und belegten damit vor den drittplatzierten Briten mit 36,90 Punkten den zweiten Platz. Dickason gewann somit zusammen mit Albert Betts, William Cowhig, Sidney Cross, Herbert Drury, Bernard Franklin, Leonard Hanson, Samuel Hodgetts, Charles Luck, William MacKune, Ronald McLean, Alfred Messenger, Henry Oberholzer, Edward Pepper, Edward Potts, Reginald Potts, George Ross, Charles Simmons, Arthur Southern, William Titt, Charles Vigurs, Samuel Walker und John Whitaker die Bronzemedaille.
Dickason begann als Jugendlicher bei Cadbury zu arbeiten und blieb dort bis zu seinem Ruhestand im Jahr 1950. In den 1920er-Jahren war er zwei Jahre lang an dem Firmenstandort in Tasmanien tätig, hauptsächlich arbeitete er aber in Bournville.